# Brno Sigrs
I Brno Sigrs sono una squadra di football americano di Brno, nella Repubblica Ceca; fondati nel 2009 come Bílovice Sígrs, hanno cambiato nome nel 2016. Hanno vinto un Silverbowl e 3 Bronze Bowl.

## Dettaglio stagioni

### Tornei nazionali

#### Tackle

##### Prima squadra

###### ČLAF
| Stagione | regular season | regular season | regular season | regular season | regular season | regular season | playoff | playoff | playoff | playoff | playoff | playoff    | playoff               |
|          | Vin            | Par            | Per            | Tot            | PF             | PS             | Vin     | Per     | Tot     | PF      | PS      | risultato  | avversaria            |
| -------- | -------------- | -------------- | -------------- | -------------- | -------------- | -------------- | ------- | ------- | ------- | ------- | ------- | ---------- | --------------------- |
| 2018     | 4              | 0              | 6              | 10             | 219            | 232            | 0       | 1       | 1       | 0       | 63      | Semifinale | Prague Black Panthers |
| 2019     | 5              | 0              | 5              | 10             | 294            | 320            | -       | -       | -       | -       | -       | -          | -                     |
| 2020     | 6              | 0              | 1              | 7              | 183            | 75             | -       | -       | -       | -       | -       | -          | -                     |
| Totale   | 15             | 0              | 12             | 27             | 696            | 627            | 0       | 1       | 1       | 0       | 63      |            |                       |

Fonti: Enciclopedia del Football - A cura di Roberto Mezzetti

###### ČLAF B/Č2LAF
| Stagione | regular season | regular season | regular season | regular season | regular season | regular season | playoff | playoff | playoff | playoff | playoff | playoff    | playoff         |
|          | Vin            | Par            | Per            | Tot            | PF             | PS             | Vin     | Per     | Tot     | PF      | PS      | risultato  | avversaria      |
| -------- | -------------- | -------------- | -------------- | -------------- | -------------- | -------------- | ------- | ------- | ------- | ------- | ------- | ---------- | --------------- |
| 2013     | 6              | 0              | 0              | 6              | 206            | 63             | 1       | 1       | 2       | 22      | 29      | Semifinale | Liberec Titans  |
| 2016     | 6              | 0              | 2              | 8              | 248            | 157            | 1       | 0       | 1       | 67      | 0       | Campioni   | Pilsen Patriots |
| 2017     | 7              | 0              | 1              | 8              | 311            | 171            | 0       | 1       | 1       | 31      | 38      | Silverbowl | Brno Alligators |
| Totale   | 19             | 0              | 3              | 22             | 765            | 391            | 2       | 2       | 4       | 120     | 67      |            |                 |

Fonti: Enciclopedia del Football - A cura di Roberto Mezzetti

###### ČLAF C/Divize III/Č3LAF
| Stagione | regular season | regular season | regular season | regular season | regular season | regular season | playoff | playoff | playoff | playoff | playoff | playoff   | playoff               |
|          | Vin            | Par            | Per            | Tot            | PF             | PS             | Vin     | Per     | Tot     | PF      | PS      | risultato | avversaria            |
| -------- | -------------- | -------------- | -------------- | -------------- | -------------- | -------------- | ------- | ------- | ------- | ------- | ------- | --------- | --------------------- |
| 2012     | 15             | 0              | 1              | 16             | 449            | 66             | 2       | 0       | 2       | 86      | 0       | Campioni  | Prague Béčko          |
| 2014     | 6              | 0              | 0              | 6              | 206            | 90             | 2       | 0       | 2       | 38      | 23      | Campioni  | Znojmo Knights        |
| 2015     | 4              | 1              | 1              | 6              | 105            | 48             | 1       | 0       | 1       | 23      | 0       | Campioni  | Ústí nad Labem Blades |
| 2019     | 3              | 0              | 3              | 6              | 124            | 155            | -       | -       | -       | -       | -       | -         | -                     |
| Totale   | 28             | 1              | 5              | 34             | 884            | 359            | 5       | 0       | 5       | 147     | 23      |           |                       |

Fonti: Enciclopedia del Football - A cura di Roberto Mezzetti

###### Č4LAF
| Stagione | regular season | regular season | regular season | regular season | regular season | regular season | playoff | playoff | playoff | playoff | playoff | playoff   | playoff    |
|          | Vin            | Par            | Per            | Tot            | PF             | PS             | Vin     | Per     | Tot     | PF      | PS      | risultato | avversaria |
| -------- | -------------- | -------------- | -------------- | -------------- | -------------- | -------------- | ------- | ------- | ------- | ------- | ------- | --------- | ---------- |
| 2017     | 1              | 0              | 5              | 6              | 46             | 167            | -       | -       | -       | -       | -       | -         | -          |
| Totale   | 1              | 0              | 5              | 6              | 46             | 167            | -       | -       | -       | -       | -       |           |            |

Fonti: Enciclopedia del Football - A cura di Roberto Mezzetti

##### Giovanili

###### Č2JLAF
| Stagione | regular season | regular season | regular season | regular season | regular season | regular season | playoff | playoff | playoff | playoff | playoff | playoff   | playoff    |
|          | Vin            | Par            | Per            | Tot            | PF             | PS             | Vin     | Per     | Tot     | PF      | PS      | risultato | avversaria |
| -------- | -------------- | -------------- | -------------- | -------------- | -------------- | -------------- | ------- | ------- | ------- | ------- | ------- | --------- | ---------- |
| 2017     | 2              | 0              | 4              | 6              | 100            | 114            | -       | -       | -       | -       | -       | -         | -          |
| Totale   | 2              | 0              | 4              | 6              | 100            | 114            | -       | -       | -       | -       | -       |           |            |

Fonti: Enciclopedia del Football - A cura di Roberto Mezzetti

###### Dorostenecká liga
| Stagione | regular season | regular season | regular season | regular season | regular season | regular season | playoff | playoff | playoff | playoff | playoff | playoff     | playoff            |
|          | Vin            | Par            | Per            | Tot            | PF             | PS             | Vin     | Per     | Tot     | PF      | PS      | risultato   | avversaria         |
| -------- | -------------- | -------------- | -------------- | -------------- | -------------- | -------------- | ------- | ------- | ------- | ------- | ------- | ----------- | ------------------ |
| 2016     | 5              | 0              | 1              | 6              | 179            | 79             | 1       | 1       | 2       | 47      | 13      | Terzo posto | East Bohemia Bucks |
| Totale   | 5              | 0              | 1              | 6              | 179            | 79             | 1       | 1       | 2       | 47      | 13      |             |                    |

Fonti: Enciclopedia del Football - A cura di Roberto Mezzetti

#### Flag

##### Prima squadra

###### Flagové mistrovství
| Stagione | regular season | regular season | regular season | regular season | regular season | regular season | playoff | playoff | playoff | playoff | playoff | playoff   | playoff    |
|          | Vin            | Par            | Per            | Tot            | PF             | PS             | Vin     | Per     | Tot     | PF      | PS      | risultato | avversaria |
| -------- | -------------- | -------------- | -------------- | -------------- | -------------- | -------------- | ------- | ------- | ------- | ------- | ------- | --------- | ---------- |
| 2017     | 5              | 0              | 2              | 7              | 116            | 60             | -       | -       | -       | -       | -       | -         | -          |
| Totale   | 5              | 0              | 2              | 7              | 116            | 60             | -       | -       | -       | -       | -       |           |            |

Fonti: Enciclopedia del Football - A cura di Roberto Mezzetti

## Palmarès
- 1 Silverbowl (2016)
- 3 Bronze Bowl (2012, 2014, 2015)